# PalaLottomatica
PalaLottomatica, voorheen bekend als Palazzo dello Sport of PalaEUR, is een multifunctionele arena in Rome, Italië. Het ligt in het hart van het EUR-complex. In de arena werden in 1960 de Olympische basketbaltoernooien gehouden.
De locatie beschikt over 8 vergaderpunten, een restaurant voor 300 personen en een buitenterras van 2.700 vierkante meter. Het heeft een capaciteit van 11.200 toeschouwers voor basketbalwedstrijden. De PalaLottomatica Rome is samen met het Mediolanum Forum in Milaan lid van de European Arenas Association (EAA).